# Джонс, Райан
Райан Пол Джонс (англ. Ryan Paul Jones, родился 13 марта 1981 года в Ньюпорте) — валлийский регбист, выступавший на позициях восьмого, фланкера и лока. Трижды обладатель Большого шлема Кубка шести наций (2005, 2008, 2012).

## Ранние годы
Райан Джонс родился 13 марта 1981 года в валлийском городе Ньюпорт. Отец — Стивен Джонс, сотрудник полиции Гуэнта (Кумбран), в прошлом игрок-любитель клуба в Ньюпорте. До 14 лет Джонс играл в футбол на позиции вратаря за клуб «Бристоль Сити», а в возрасте 17 лет занялся регби вместе со своими друзьями в составе клуба «Риска». Учился в Кардиффском столичном университете, выступал за регбийную команду университета.

## Игровая карьера

### Клубная
Игровую карьеру Джонс начал в клубе «Ньюпорт», позже играл за «Бридженд» и «Селтик Уорриорз» (до их расформирования в 2004 году).
В сезоне 2004/2005 начал выступления за клуб «Оспрейз» в Кельтской лиге, выиграв с ней розыгрыши 2004/2005 и 2006/2007 сезонов. С сезона 2007/2008 — капитан команды, выиграл с ней Англо-валлийский кубок 2007/2008 (в финале обыгран клуб «Лестер Тайгерс») и Про14 сезона 2009/2010 (в финале обыгран «Ленстер»). С сезона 2010/2011 уступил капитанскую повязку Алуну Уину Джонсу.
24 марта 2014 года Джонс подписал контракт с клубом «Бристоль Бэрс» на сезон чемпионата Регбийного союза Англии 2014/2015. В 2015 году объявил о завершении игровой карьеры в связи с рецидивом травмы плеча.

### В сборной
6 ноября 2004 года состоялся дебют Райана Джонса в сборной Уэльса в игре против ЮАР в Кардиффе на «Миллениуме». В 2005 году он дебютировал на Кубке шести наций 2005 года, став его победителем и завоевав Большой шлем: он сыграл 4 матча. В том же году был вызван в сборную «Британские и ирландские львы» на турне по Новой Зеландии: не попав в изначальную заявку из 44 человек, он был вызван на замену травмированному шотландцу Саймону Тейлору. В матче против команды Отаго он помог своей сборной выиграть 30:19, благодаря чему попал в заявку на все три тест-матча (первый на замену, второй и третий в стартовом составе).
В январе 2008 года новый тренер сборной Уэльса Уоррен Гатленд назначил Райана Джонса капитаном сборной. На Кубке шести наций того года Джонс привёл свою команду ко второму Большому шлему за последние 4 года. В ноябре того же года он и Шейн Уильямс стали первыми валлийскими номинантами на приз «Регбист года» по версии Международного регбийного совета (приз получил Уильямс).
В апреле 2009 года Джонс не попал в заявку «Британских и ирландских львов» на турне по ЮАР. 9 июня его срочно вызвали на замену ирландцу Стивену Феррису, повредившему колено, однако спустя несколько дней его отозвали из сборной в связи с повреждениями головы, которые он получил в предыдущем тест-матче за Уэльс. В том же году он сыграл в осенних тест-матчах против Новой Зеландии, Самоа, Аргентины и Австралии.
В составе сборной Уэльса Джонс занял 4-е место на чемпионате мира 2011 года в Новой Зеландии, сыграв там четыре матча (два на групповом этапе против Намибии и Фиджи, полуфинал против Франции и матч за 3-е место против Австралии. В 2012 году Джонс сыграл 5 матчей на Кубке шести наций (в том числе 2 в стартовом составе) и завоевал третий Большой шлем. В 2013 году провёл 3 матча на Кубке (все в стартовом составе), выиграв Кубок, но не завоевав Большой шлем (пропустил решающий матч против Англии, завершившийся поражением 3:30).
Последнюю игру за сборную Уэльса Джонс сыграл 22 ноября 2013 года в матче против Тонги на кардиффском «Миллениуме». Всего он провёл 75 матчей, 33 раза выходя на поле в качестве капитана сборной, и набрал 10 очков благодаря двум попыткам. До него рекордсменом по количеству матчей на правах капитана был Юэн Эванс с 28 матчами (рекорд побит 16 ноября 2012 года в игре против Самоа). 14 марта 2015 года рекорд Джонса побил Сэм Уорбёртон.
Всего в активе Джонса четыре победы на Кубках шести наций (2005, 2008, 2012 и 2013). Помимо него, три Больших шлема в рамках Кубка шести наций выигрывали Джеральд Дэвис, Гарет Эдвардс, Джей Пи Ар Уильямс, Адам Рис Джонс, Гетин Дженкинс и Алун Уин Джонс.

#### Попытки
| Попытка | Противник | Место               | Стадион                       | Соревнование                | Дата               | Исход     |
| ------- | --------- | ------------------- | ----------------------------- | --------------------------- | ------------------ | --------- |
| 1       | Шотландия | Эдинбург, Шотландия | Маррифилд                     | Кубок шести наций 2005      | 13 марта 2005 года | Победа    |
| 2       | Австралия | Сидней, Австралия   | Сиднейский футбольный стадион | Летние тест-матчи 2012 года | 23 июня 2012 года  | Поражение |

## После игровой карьеры
С февраля 2016 по октябрь 2020 года он работал исполнительным директором в Валлийском регбийном союзе, отвечавшим за выступления сборных. В день рождения Королевы в 2021 году он был награждён Орденом Британской империи за заслуги перед регби и развитие благотворительности в Уэльсе.
В июле 2022 года стало известно, что врачи поставили Джонсу серьёзный диагноз — травматическая энцефалопатия и деменция на ранней стадии. Сам Джонс в интервью The Times заявил, что после ухода из регби у него началась депрессия, что оказалось одним из симптомов начинавшейся деменции; также у него стали возникать проблемы с кратковременной памятью. В связи с этим он подал в суд на World Rugby и Валлийский регбийный союз, обвинив их в неспособности обеспечить здоровье и безопасность игроков, подвергавшихся риску сотрясения головного мозга.

## Семья
Супруга — Айлса. Есть трое родных детей и трое приёмных.

## Достижения
Клубные
- Чемпион Кельтской лиги / Про12: 2004/2005, 2006/2007, 2009/2010, 2011/2012
- Обладатель Англо-валлийского кубка: 2008

В сборной
- Победитель Кубка шести наций: 2005, 2008, 2012, 2013
- Обладатель Большого шлема: 2005, 2008, 2012